# Vallkärrastenen
Vallkärrastenen, med signum DR 317, är en runsten som nu är placerad vid Runstenshögen i Lundagård, Lund i Skåne. Första gången stenen avbildades var 1627 av Jonas Skonvig inför Ole Worms arbete med Monumenta Danica. Vid den tiden stod stenen nära Vallkärra och strax utanför Lund. Fornforskaren Sjöborg fick när han i 1800-talets början uppsökte platsen höra en sägen beträffande en bonde som låtit flytta runstenen. Bonden skulle därefter ha blivit utsatt för spökerier som inte upphörde förrän han ställt tillbaka den på sin ursprungliga plats – dock hade bonden varit alltför ivrig i att återställa stenen varmed den blev för djupt nedsatt i marken. Detta iakttogs även av arkeologen Nils G. Bruzelius vid dennes besök i mitten av 1800-talet. Inskriftens nedre delar låg då under jorden. Stenen flyttades senare till Lund. Den från runor translittererade och översatta inskriften lyder enligt nedan:

## Inskriften
Translitterering:
tufa : risþi : stina : þisi : uftiR : kamal : buta : sin: uk: ãsur : ¶ : sun : hs :
Normaliserad:
Tofa resþi stena þæssi øftiR Gamal, bonda sin, ok Assur, sun h(an)s.
Nusvenska:
Tova reste stenar dessa efter Gammal, maken sin, och Asser, sonen hans.